# Loretta Di Franco
Loretta Di Franco (New York, 28 ottobre 1942 – New York, 30 dicembre 2024) è stata un soprano statunitense.

## Biografia
Nata a New York nel 1942, esordì appena tredicenne nel coro del Metropolitan Opera House e nel 1965 vinse la Metropolitan Opera Eric and Dominique Laffont Competition. La vittoria le permise di cantare al Met nel suo primo ruolo di rilievo, quello di Chloe ne La dama di picche. Tra il 1961 e il 1995 avrebbe cantato al Metropolitan in 929 rappresentazioni, diventando la terza soprano (dopo Thelma Votipka e Mathilde Bauermeister) per numero di presenze al Met.
Il suo vasto repertorio in cinque lingue diverse al Metropolitan annoverò una cinquantina di ruoli sia da caratterista che grandi parti da primadonna, tra cui Lucia nella Lucia di Lammermoor, Zerlina in Don Giovanni, Lauretta in Gianni Schicchi, Musetta ne La bohème, Kate in Madama Butterfly, Annina in La traviata, la zia e Barena in Jenůfa, Barbarina e Marcellina ne Le nozze di Figaro, Berta ne Il barbiere di Siviglia, la contessa Ceprano in Rigoletto, la prima dama ne Il flauto magico, la venditrice di fiori in Morte a Venezia, il mago Sabbiolino e il mago Rugiadino in Hänsel e Gretel, Feklusa in Káťa Kabanová, Gerthilde ne La valchiria, Giannetta ne L'elisir d'amore, Helen ne Il lutto si addice ad Elettra, Ines ne Il trovatore, Jouvenot in Adriana Lecouvreur, Laura in Luisa Miller, Lisa ne La sonnambula, Marianne ne Il cavaliere della rosa, Marta in Faust, Oscar in Un ballo in maschera, Samaritana in Francesca da Rimini, Woglinde ne L'oro del Reno e Il crepuscolo degli dei e Xenia in Boris Godunov. Diede il suo addio al Metropolitan il 21 aprile 1995 cantando nel ruolo di Donna col bambino ne I fantasmi di Versailles, il ruolo che aveva precedentemente cantato nel 1991 in occasione della prima assoluta dell'opera.